# Acrisol

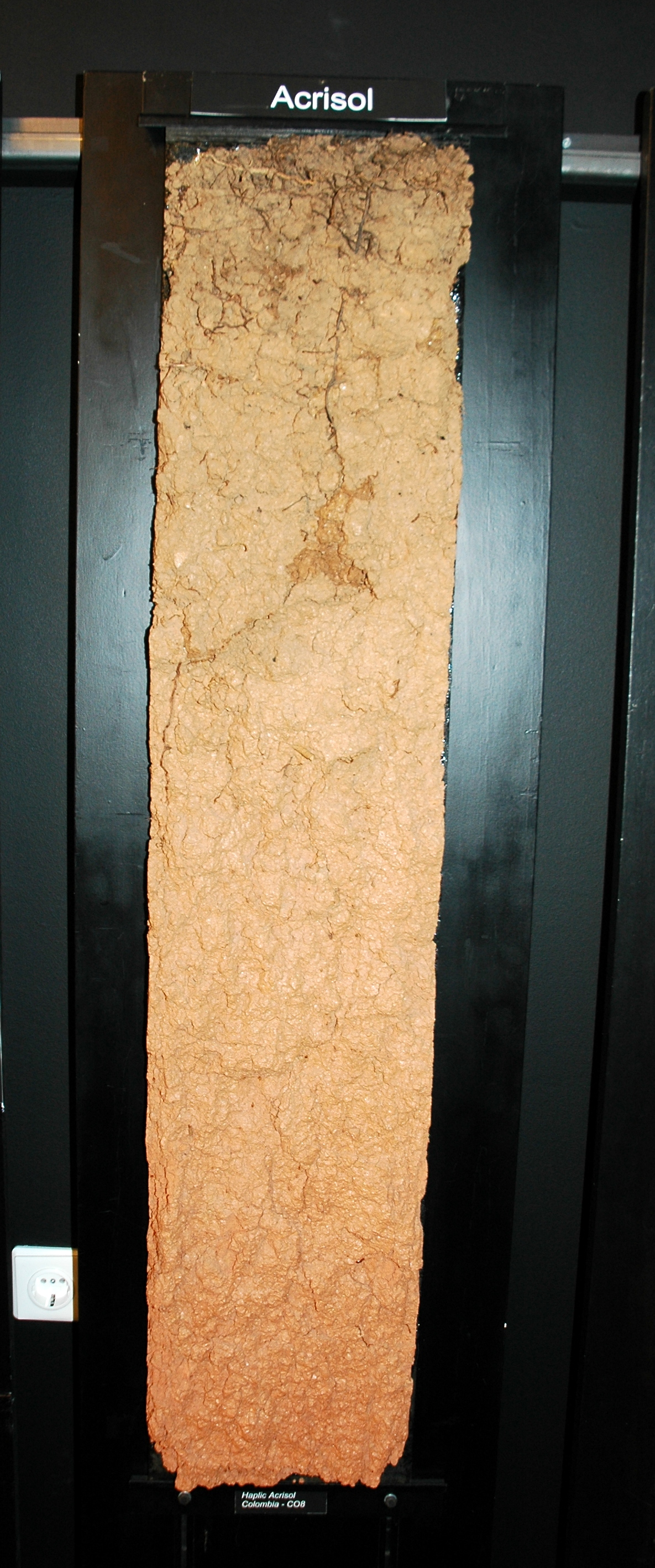
Haplic Acrisol (Colombia)

Een Acrisol (in de World Reference Base for Soil Resources) is een sterk verweerde zure bodem met een lage basenverzadiging. Deze bodems worden bovendien gekenmerkt door een goed ontwikkelde kleiinspoelingshorizont met een lage kationenomwisselingscapaciteit. Het onderliggende moedermateriaal is vaak een sterk verweerde klei op Pleistoceen of ouder zuur gesteente. Acrisols stonden vroeger ook wel bekend als Rood-Gele Podzols (bijvoorbeeld in Indonesië). Ze komen overeen met subgroupen van de Ultisols in de USDA Soil Taxonomy.
Acrisolen komen vooral voor in oude landschappen met een glooiend tot heuvelachtig reliëf en een vochtig tropisch, subtropisch of een warm gematigd klimaat. De natuurlijke vegetatie op deze gronden is meestal bos.
In de vochtige tropen komen Acrisolen vaak voor op hellingen in combinatie met Ferralsolen in de minder geërodeerde, vlakker gebieden.
Eigenschappen als een groot tekort aan nutriënten, aluminium toxiciteit, een sterke fosfor absorptie, korstvorming aan het oppervlak en een hoge erosiegevoeligheid zijn belangrijke beperkingen voor landbouw. Acrisolen zijn niet erg productief. In gebieden met Acrisolen vindt men vaak vormen van zelfvoorzienende landbouw, zoals zwerflandbouw. Deze door trial-and-error ontstane vorm van landbouw is nog het meest duurzaam, wanneer er slechts enkele jaren landbouw wordt bedreven op gekapt en afgebrand terrein, en de regeneratieperiode lang genoeg is. Op grotere schaal teelt men tegenwoordig ook zuur-tolerante gewassen als ananas, cashew, oliepalm en rubber. De laatste twee gewassen worden op grote schaal geteeld in Maleisië en op Sumatra.
Ongeveer 1000 miljoen hectare van het land oppervlak van de aarde bestaat uit Acrisolen. Belangrijke concentraties zijn te vinden in Zuidoost-Azië, het Amazonebekken, het zuidoosten van de Verenigde Staten en Afrika.

## Literatuur

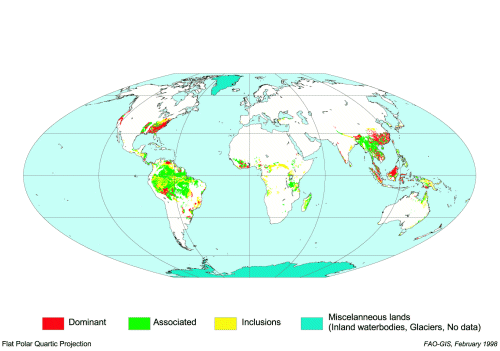
Voorkomen van Acrisols